# Chrono Gatineau 2012
La 3e édition du Chrono Gatineau a eu lieu le 19 mai 2012. La course fait partie du calendrier international féminin UCI 2012 en catégorie 1.1. L'épreuve est remportée par la Canadienne Clara Hughes.

## Classements

### Classement final
| \| Classement général \| Classement général \| Classement général \| Classement général \| Classement général \| \| Coureur \| Coureur \| Pays \| Équipe \| Temps \| \| ------------------ \| ------------------- \| ------------------ \| ------------------------------ \| ------------------ \| \| 1re \| Clara Hughes \| Canada \| Specialized-Lululemon \| 23 min 56 s \| \| 2e \| Evelyn Stevens \| États-Unis \| Specialized-Lululemon \| + 8 s \| \| 3e \| Amber Neben \| États-Unis \| Specialized-Lululemon \| + 20 s \| \| 4e \| Tara Whitten \| Canada \| Tibco-To the Top \| + 31 s \| \| 5e \| Ina-Yoko Teutenberg \| Allemagne \| Specialized-Lululemon \| + 42 s \| \| 6e \| Rhae-Christie Shaw \| Canada \| Canada \| + 55 s \| \| 7e \| Carmen Small \| États-Unis \| Optum-Kelly Benefit Strategies \| + 1 min 03 s \| \| 8e \| Shara Gillow \| Australie \| GreenEdge-AIS \| + 1 min 04 s \| \| 9e \| Alexis Rhodes \| Australie \| GreenEdge-AIS \| + 1 min 28 s \| \| 10e \| Julie Beveridge \| Canada \| Canada \| + 1 min 28 s \| |                     |            |                                |              |
| |                     |            |                                |              |
| Source : Cycling Quotient |                     |            |                                |              |
| Classement général |                     |            |                                |              |
| Coureur | Coureur             | Pays       | Équipe                         | Temps        |
| 1re | Clara Hughes        | Canada     | Specialized-Lululemon          | 23 min 56 s  |
| 2e | Evelyn Stevens      | États-Unis | Specialized-Lululemon          | + 8 s        |
| 3e | Amber Neben         | États-Unis | Specialized-Lululemon          | + 20 s       |
| 4e | Tara Whitten        | Canada     | Tibco-To the Top               | + 31 s       |
| 5e | Ina-Yoko Teutenberg | Allemagne  | Specialized-Lululemon          | + 42 s       |
| 6e | Rhae-Christie Shaw  | Canada     | Canada                         | + 55 s       |
| 7e | Carmen Small        | États-Unis | Optum-Kelly Benefit Strategies | + 1 min 03 s |
| 8e | Shara Gillow        | Australie  | GreenEdge-AIS                  | + 1 min 04 s |
| 9e | Alexis Rhodes       | Australie  | GreenEdge-AIS                  | + 1 min 28 s |
| 10e | Julie Beveridge     | Canada     | Canada                         | + 1 min 28 s |